# 1340 Yvette
1340 Yvette је астероид главног астероидног појаса. Приближан пречник астероида је 25,87 ,
а средња удаљеност астероида од Сунца износи 3,177 астрономских јединица (АЈ).
Инклинација (нагиб) орбите у односу на раван еклиптике је 0,418 степени, а орбитални период износи 2068,952 дана (5,664 година). Ексцентрицитет орбите астероида износи 0,135.
Апсолутна магнитуда астероида износи 11,10 а геометријски албедо 0,095.
Астероид је откривен 27. децембра 1934. године.